# Die Füchsin: Romeo muss sterben
Romeo muss sterben ist ein deutscher Fernsehfilm von Marc Rensing aus dem Jahr 2021. Es handelt sich um die siebte Folge der ARD-Krimireihe Die Füchsin mit Lina Wendel und Karim Chérif in den Hauptrollen. Sie wurde am 4. März 2021 im Rahmen der Reihe DonnerstagsKrimi im Ersten erstmals ausgestrahlt.

## Handlung
Anne Fuchs hält ihren Sohn Florian vor der Polizei versteckt. Der leidet noch immer an seiner Schussverletzung aus der vorhergehende Folge und wird von Saidas Freund, dem Arzt Hagen Hoffmann, quasi illegal medizinisch versorgt. Erkennbar hat auch Hagen Feinde, die ihm auflauern, ihn verfolgen und schließlich sogar töten. Anhand fragwürdiger Daten auf Hagens Laptop vermutet Kommissar Eisner, das Opfer habe illegal mit Betäubungsmittel, womöglich gar mit Drogen gehandelt. Saida, am Boden zerstört und von den voreiligen Schlussfolgerungen Eisners konsterniert, bittet ihren Onkel Youssef El Kilali und Anne Fuchs der Sache nachzugehen. 
Als Erstes suchen die beiden Privatdetektive nach Hinweisen auf Tatmotiv und Täter. Fuchs entdeckt ein Schreiben, wonach Hagen wenige Tage zuvor sein Fahrrad als gestohlen gemeldet hat. Daraus wie auch aus einigen ÖPNV-Tickets folgert sie, welche Adresse Hagen Hoffmann zuletzt aufgesucht hat. Diese Erkenntnis sowie einige ebenfalls entdeckte Fotos führen die Detektive zu einer Jenny Ahrens. Die bestätigt, mit Hagen befreundet gewesen zu sein. Dass Hagen mit zwei Freundinnen zugleich liiert gewesen sein soll, verwundert und befremdet vor allem Youssef. 
Hagen hatte, wie nun zutage kommt, zuletzt für eine NGO-Hilfsorganisation gearbeitet. Diese generiert Spenden und schickt daraus finanzierte Medikamente in Entwicklungsländer. Fuchs stößt auf Unregelmäßigkeiten beim Handel mit einem AIDS-Medikament. Da Jenny Ahrens in der Forschungsabteilung der Pharmafirma arbeitet, die diese Medikamente auch an die Hilfsorganisation liefert, wird den Ermittlern der Grund der Verbindung von Hagen Hoffmann zu Jenny Ahrens immer offensichtlicher.
Hagens Teamkollege bei jener NGO-Hilfsorganisation war Jonas Engler. Der räumt gegenüber der Polizei wie auch den beiden Detektiven ein, seit einiger Zeit für die Organisation Medikamente zu überteuerten Preisen eingekauft zu haben und dafür von dem Pharmaunternehmen "geschmiert" worden zu sein. Hoffmann sei ihm schließlich auf die Sprünge gekommen war. Doch anstatt mit ihm zu hadern, habe Hagen eine Möglichkeit gesehen, die Pharmafirma piesacken zu können, indem er die Herstellungsdaten für deren AIDS-Medikament an sich zu bringen gedachte, um diese, wie Engler vermutete, frei zugänglich zu machen. Fuchs hält es daher für wahrscheinlich, dass sich Hagen nur deshalb mit Jenny Ahrens befreundet hatte, um mit deren Hilfe an die streng geheimen Unterlagen zu gelangen. Youssef Kilali, der gerade in einem Buch über die 10 größten Mordmotive schmökert, mutmaßt allerdings, es gehe hier nicht um Wirtschaftsspionage; vielmehr habe Hagens vermeintlich zweite Freundin Jenny Ahrens infolge erlittener Enttäuschung ein klares Mordmotiv. Zwar hatte sie erklärt, von Hagens doppeltem Liebesleben nichts gewusst zu haben, doch bezweifeln dies die Detektive inzwischen. Indem sie jedoch Ahrens in ihrer Wohnung mit ihrem Zweifel konfrontieren wollen, treffen sie dort auf hier ermittelnden Kommissar Eisner, denn inzwischen wurde auch Jenny Ahrens umgebracht. 
Auch infolge dieses zweiten Mordes wird den Detektiven deutlich, dass es Hagen Hoffmann nicht in vordergründig um die Rezeptur des AIDS-Medikaments zu tun war. Vielmehr muss es ihm um das aufgrund billig eingekaufter Rohstoffe verunreinigte Präparat gegangen sein, an dessen Verabreichung inzwischen mehrere damit behandelte Patienten verstorben waren. Zusammen mit Hagens Schwester Lara Hoffmann und dessen wirklicher Freundin Saida stellen Kilali und Fuchs – im Einvernehmen mit der Polizei – der Chefin des Pharmaunternehmens, eine Falle, in die diese wie auch ihr Killergehilfe tappen und festgenommen werden können. 

## Hintergrund
Die Dreharbeiten erfolgten vom 21. Juli bis zum 13. August 2020 in Köln sowie in Düsseldorf und Umgebung.

## Rezeption

### Einschaltquote
Die Erstausstrahlung von Die Füchsin: Romeo muss sterben am 4. März 2021 im Ersten erreichte 4,86 Millionen Zuschauer und einen Marktanteil von 14,7 Prozent.

### Kritik
Tilmann P. Gangloff meinte auf tittelbach.tv: Die „Geschichte [ist] so raffiniert konstruiert, dass lange offen bleibt, was der Kern der Story ist. Auch der Nebenstrang mit Florian ist schlüssig integriert.“ „Ansonsten jedoch sorgt [Drehbuchautor] Kinder für diverse Überraschungen, und zum Finale führt er nicht nur die Schurken, sondern auch das Publikum an der Nase rum.“
Oliver Armknecht urteilte bei film-rezensionen.de:  „Wer gerne rätselt, hat hier auf jeden Fall erst einmal genug Material, mit dem er oder sie sich befassen kann. ‚Die Füchsin: Romeo muss sterben‘ ist in der Hinsicht dem vorangegangenen Teil tatsächlich sogar überlegen. Der Hang, etwas umständlich alles miteinander verbinden zu müssen, der ist zwar auch hier zu finden. Dennoch ist die Geschichte in sich stimmiger, wirkt nicht ganz so bemüht konstruiert. Zum Schluss darf dann auch noch mal ordentlich gezittert werden“
Bei prisma.de meinte Wilfried Geldner: „Die horizontal erzählte Dramedy, eine Mixtur aus der privaten Tragödie der Anne Fuchs und anarchisch-komischer Slapstick-Kriminalistik, zieht immer neue Kreise um ihre Hauptfigur, die noch immer mit traumatischen Erinnerungen an die eigene Vergangenheit als ehemalige MfS-Spionin kämpft und dennoch ihren Detektivinnen-Alltag mit Bravour besteht.“